# Аптон Парк (футбольный клуб)
«А́птон Парк» (англ. Upton Park Football Club) — любительский английский футбольный клуб из Лондона, который существовал с конца 19 века по начало 20 века. Помимо того, что он был одной из пятнадцати команд, которые играл в первом Кубке Англии в 1871 году, он также представляли Великобританию на первом в истории Олимпийском футбольном турнире в 1900 году, который они выиграли.

## История
Основанный в 1866 году, клуб был одной из 15 команд, которая играла в самом первом розыгрыше Кубка Англии в сезоне 1871/72. Они ни разу не выиграли национальный кубок, но четыре раза доходили до четвертьфинала. Они также были первыми победителями Большого Кубка Лондона в сезоне 1882/83. Несмотря на то, что они были исключительно любительским клубом, они непреднамеренно спровоцировали легализацию профессионализма в игре после того, как пожаловались на выплаты клуба «Престон Норт Энд» игрокам после того, как они встретились в Кубке Англии в 1884 году. «Престон» был дисквалифицирован, но инцидент заставил FA разрешить выплаты игрокам в следующем году.
Клуб был ликвидирован в 1887 году, но возрожден четыре года спустя, в 1891 году. В 1892 году они были членами-основателями Южного альянса, раннего соревнования между командами из южной Англии, но оказались на последнем месте с единственной победой на счету, когда соревнование завершилось до окончания сезона 1892/93.
Несмотря на очевидное сходство названия со стадионом «Аптон Парк» (официально известен как Болейн Граунд), клуб не имел никакого отношения к стадиону и никогда там не играл, однако, между «Аптон Парком» и «Вест Хэм Юнайтед» (тогда известным как «Темза Айронворкс») существовали формальные связи, и многие игроки играли за оба коллектива. Кроме того, домашние игры клуб играл на «Вест Хэм Парке», что привлекло к своим играм большое количество людей, что, возможно, повлияло на решение компании Thames Ironworks переехать в этот район из Кэннинг Тауна, где футбол не был так популярен.

### Олимпийские игры 1900
Комитет любительской Футбольной ассоциации предложил клубу возможность сыграть в Париже на первом футбольном турнире на Олимпийских играх. Записи указывают, что «Аптон Парк» был первым клубом, согласившимся играть, но нет источников, что его первым спросили. Столичный клуб в то время не участвовал ни в одной лиге, играя только в кубковых и товарищеских матчах.
Секретарь клуба и вратарь Джеймс Джонс выбрал команду и пригласил игроков из других любительских команд: Ричард Тернер из «Крауч-Энд Вампирес», Уильям Гослинг, солдат в отпуске, из «Челмсфорда», Альфред Чалк из Илфорда и Джеймс Зилли из «Бридпорта». В январе 1900 года «Челмсфорд» обыграл «Аптон Парк» со счетом 7:1.
Аптон Парк выиграл соревнование в Париже, победив Союз французских спортивных спортивных обществ, представлявший Францию, со счетом 4:0. Хотя в то время стороне не было присуждено золотой медали (это был показательный вид спорта), с тех пор МОК ретроспективно наградил ее. В тот день клуб играл по схеме 2–3–5. Голы на счету Джона Николаса (дубль), Джеймса Зилли и Генри Хеслема.

## Известные игроки
Среди известных игроков клуба были Чарльз Олкок, впоследствии президент Футбольной ассоциации, арбитры финала Кубка Англии Альфред Стэйр и Сигар Бастард (который также был игроком сборной Англии) и Чарли Дав, один из первых лидеров «Темзы Айронворкс». «Аптон Парк» также воспитал двух других игроков сборной Англии, Клемента Митчелла и Конрада Уорнера. Клод Бекенхэм, игравший в олимпийской сборной 1900 года, представлял Англию также по крикету.